# Corinne Maier

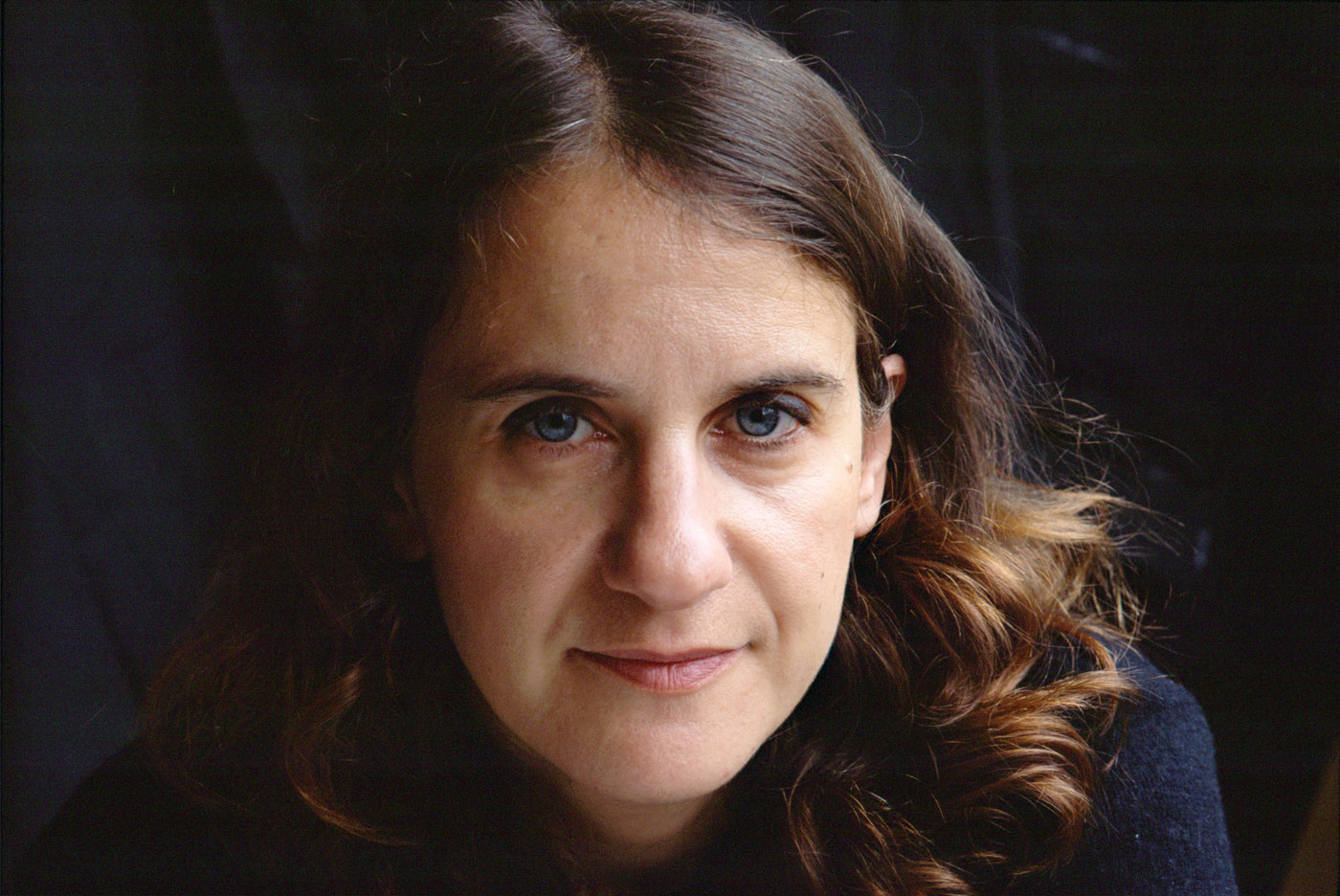
Corinne Maier

Corinne Maier (n. 7 decembrie 1963 la Geneva) este o psihanalistă și eseistă franceză.
A activat la Bruxelles și la Paris.
Este autoarea Bestseller-ului "Bonjour paresse", apărut în 2004.
În opera sa a fost influențată de Jacques Lacan, Roland Barthes și Michel Foucault.
A criticat trăsăturile negative ale societății contemporane, în special ipocrizia:
"Secolul al XXI-lea va fi ipocrit sau nu va fi. Minciuna e viața. Patronii își manipuleaza angajații, băncile își mint clienții, jurnaliștii inventează informațiile, laboratoarele experimentează pe cobai umani trași pe sfoară. Lumea aparține mincinoșilor in serie, experților in cacealmale, profesioniștilor dezinformării."